# Totální nasazení

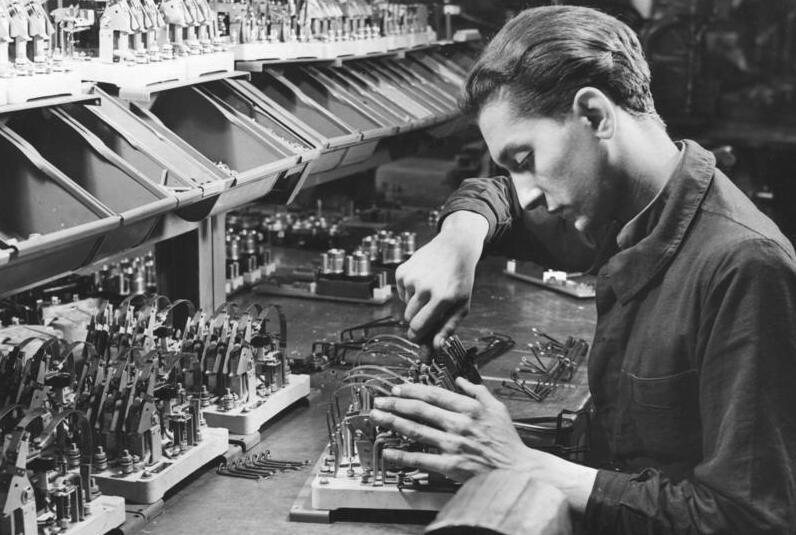
Nuceně nasazený Francouz pracující v berlínské pobočce firmy Siemens (1943)

Totální nasazení (německy Totaleinsatz, resp. NS-Zwangsarbeit) je pojmenování pro nucené pracovní nasazení, kterému byli v době nacistického Německa podrobeni obyvatelé okupovaných zemí.
Totálně nasazení byli většinou nedobrovolně dopraveni do Třetí říše, kde vykonávali otrockou práci za nelidských podmínek. Nucená práce měla několik podob, které se lišily intenzitou mimoekonomického tlaku. Cizí občané byli do nich zařazování jednak podle svého současného právního postavení, jako civilní dělníci, váleční zajatci a vězni, jednak podle národnosti. Lze rozlišovat čtyři stupně nucené práce nacistického systému:
- prostý nábor,
- nábor se zásadním ovlivněním existenčních podmínek,
- konskripce – odvod celých ročníků nařízením místní státní správy,
- deportace.

## Historie nuceného nasazení

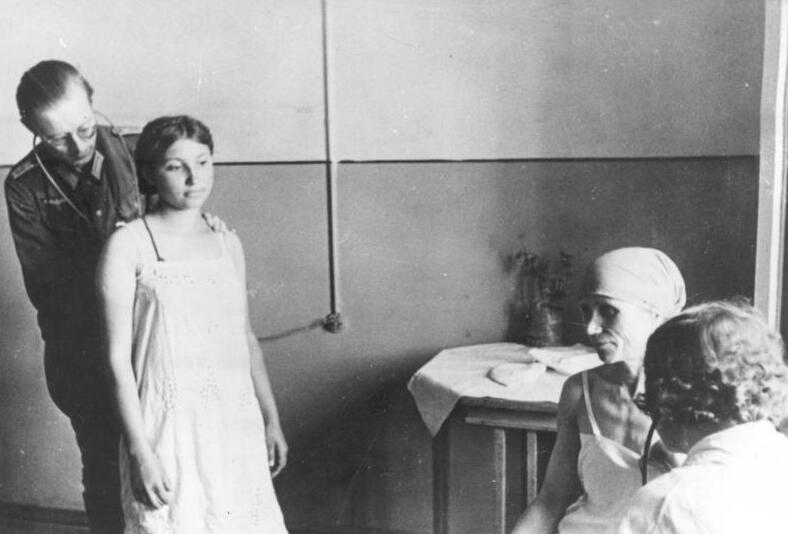
Ukrajinské civilistky na poslední zdravotní prohlídce před odesláním na nucené práce do Německa (květen 1942)

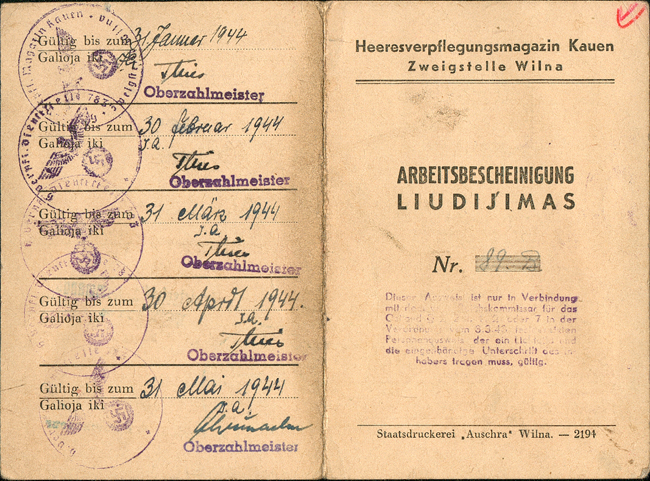
Pracovní doklady z doby německé okupace Litvy

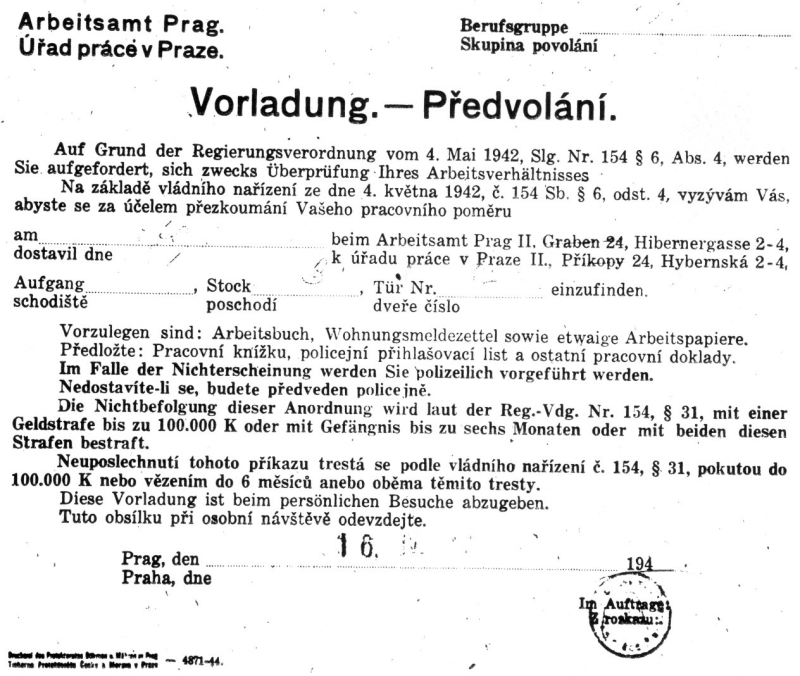
Předvolánka na obávaný „pracák“ byla prvním krokem k odvedení na nucenou práci

Nacistické Německo mělo problémy s nedostatkem pracovních sil již před vypuknutím druhé světové války. Po odvodu německých mužů do armády se tyto problémy ještě prohloubily. Proto byly prováděny individuální nábory, díky kterým pracovalo na jaře 1941 v Říši přes 1,5 miliónu zahraničních dělníků.
O rok později došlo k zásadní změně. Na jaře 1942 jmenoval Adolf Hitler durynského župního vedoucího Fritze Sauckela generálním zmocněncem pro pracovní nasazení. Byly zavedeny hromadné nucené nábory, takže již v srpnu 1942 pracovalo v německých podnicích 3,4 miliónu zahraničních dělníků a během dalšího půl roku vzrostl počet nuceně nasazených o další 2 miliony.
Nejhorším druhem totálního nasazení byly otrocké práce, které museli vykonávat vězni koncentračních táborů a váleční zajatci. Jednalo se např. o hloubení a výstavbu podzemních továren či následné práce v nich. Několikatýdenní velmi fyzicky namáhavá práce v nelidských podmínkách, kdy byl nedostatek jídla, odpočinku a velmi špatná hygiena, znamenala smrt vyčerpáním a hladem.
Odhaduje se, že z celé Evropy bylo za druhé světové války nuceně nasazeno 13,5 milionu lidí, z toho z Protektorátu Čechy a Morava zhruba 640 tisíc. Tomu, kdo odmítl pracovat, hrozila pokuta, vězení nebo deportace do koncentračního tábora.
V Protektorátu bylo zavedeno totální nasazení nařízením vlády č. 154/1942 Sb. ze 4. května 1942. Nejprve byli povoláni muži z ročníků 1921 a 1922. Později bylo nasazení rozšířeno o další ročníky 1918 až 1924. Totálnímu nasazení v Německu bylo možné se vyhnout ze zdravotních nebo rodinných důvodů. Sňatek představoval ochranu pouze na začátku, avšak narození dítěte i v pozdějších fázích války; v letech 1943–44 tak byla porodnost českého obyvatelstva rekordní.
Pracovní a životní podmínky totálně nasazených byly velice těžké. Lidé byli většinou ubytováni v hromadných táborech s nedostatečným hygienickým zázemím, pracovali až 72 hodin týdně, přičemž poskytovaná strava neodpovídala předepsaným normám. Továrny a blízké ubytovny se často stávaly cílem spojeneckých náletů, které měly za úkol ochromit německé hospodářství. Mnoho mladých mužů bylo rovněž zařazeno do německých útvarů protiletecké obrany, technických jednotek či nacistické polovojenské pracovní organizace Todt, které plnily svoje poslání nejen v nacistickém Německu, ale i v zemích okupované Evropy (i daleko za polárním kruhem). V závěru války pracovali nuceně nasazení i při zákopových pracích.
Od roku 1944, kdy docházelo ke stále intenzívnějšímu bombardování továren, využívali zejména mladí lidé nepřehledných situací a uprchli domů, kde se však byli nuceni ukrývat před gestapem. Z totálního nasazení se nevrátilo zhruba 6 tisíc Čechů a přibližně 60 tisíc českých občanů zemřelo do dvou let po návratu domů z nucených prací na následky vyčerpání či infekčních chorob.
Po porážce a kapitulaci Německa se stala nucená otrocká práce součástí obžaloby válečných zločinů Německa v Norimberském procesu.